# Rooibos
Rooibos (Aspalathus linearis) é um arbusto da família das leguminosas. A planta é usada para fazer uma infusão (chá) chamada de chá-de-rooibos em Portugal. O consumo da infusão de rooibos está bastante difundido na África do Sul há muitas gerações e tem conquistado espaço em muitos países nas últimas duas décadas.

## Etimologia
Rooi bos é uma expressão africâner que significa, literalmente, "arbusto vermelho" (rooi, vermelho + bos, arbusto).

## Produção
O rooibos é cultivado apenas numa pequena área no Cedarberg, na província do Cabo Ocidental, na África do Sul. Geralmente, suas folhas são oxidadas em um processo referido frequentemente, embora de maneira incorreta, como fermentação, por semelhança com a terminologia da produção do chá-preto. Esse processo gera a distintiva coloração vermelho-marrom do chá e amplifica seu sabor. O rooibos "verde", ou não oxidado, também é produzido e comercializado, mas, como é um processo mais complicado (similar ao método de obtenção do chá-verde), seu preço é mais alto do que o rooibos tradicional.

## Uso
Na África do Sul, é mais comum beber-se o chá-de-rooibos com açúcar, ou mel, e uma rodela de limão, mas, em outros lugares, a bebida é, geralmente, degustada sem esses complementos. O sabor do chá-de-rooibos é, com frequência, descrito como doce (mesmo sem a adição de açúcar) e com notas de amêndoas no palato. O rooibos pode ser preparado da mesma forma que o chá-preto, sendo este o método mais comum. Diferentemente do chá-preto, entretanto, o chá-de-rooibos não se torna amargo quando deixado em infusão por longo tempo, sendo às vezes, deixado em infusão por vários dias. 

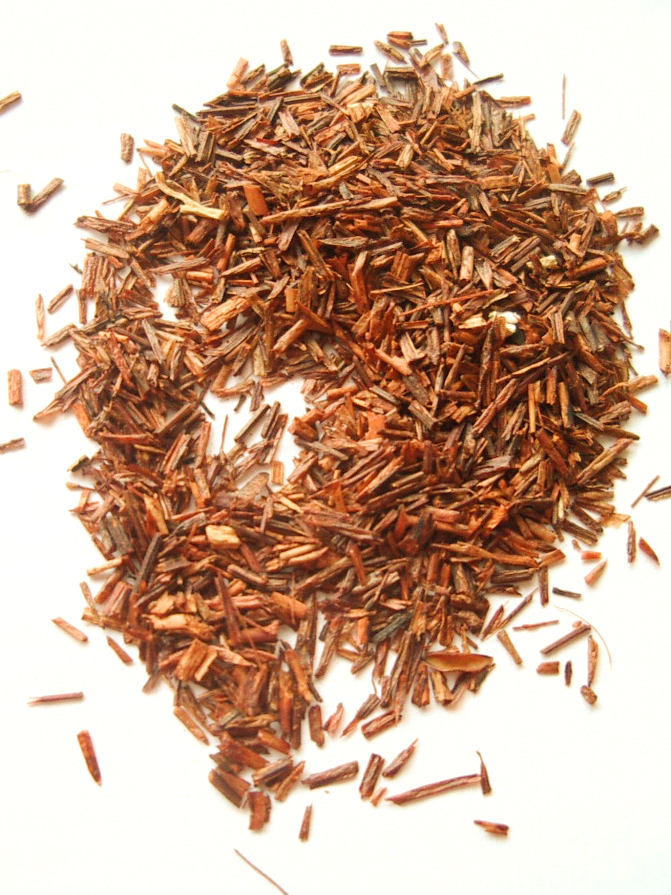
Rooibos seco

O chá-de-rooibos possui coloração marrom-avermelhada, daí o epíteto ocasional de "chá-vermelho". Várias cafeterias na África do Sul passaram a vender red espresso (expresso vermelho) , que é o rooibos concentrado servido e apresentado no estilo do espresso comum (que, normalmente, é à base de café). Isso deu origem a variações de café baseadas em rooibos tais como os lattes e os cappuccinos vermelhos. Uma versão de chá gelado também foi recentemente introduzida na África do Sul e na Austrália, como o "Red Tea, Rooibos & Guarana" da Lipton.

## Benefícios nutricionais e para a saúde
O rooibos tem-se tornado popular nos países do ocidente, particularmente entre os consumidores preocupados com a saúde, devido ao alto nível de antioxidantes, como aspalatina e notofagina, por não conter cafeína, e por seus baixos níveis de tanino, comparados com aos do chá preto ou do chá-verde. Além disso, o rooibos é considerado um coadjuvante em casos de tensão nervosa, alergias e problemas digestivos. Seus usos medicinais tradicionais na África do Sul incluem-no como remédio para cólicas infantis, alergias e problemas dermatológicos e de asma.
O rooibos "verde" tem maior valência como antioxidante do que o rooibos tostado (oxidado).

## Classificação e comércio
As classificações de rooibos são altamente relacionadas à percentagem de "galho" ou folha que compõem o conteúdo na mistura. Mais folhas gerem um licor mais escuro, sabor mais rico e menos "empoeirado" ao paladar. Os de melhor qualidade são exportados e não alcançam mercados locais, com consumidores principais sendo a Europa, particularmente a Alemanha, onde é usado na criação de misturas de sabor para mercados de folhas de chá avulsas. Existem, contudo, um pequeno número de companhias especializadas em chá na África do Sul que agora estão produzindo misturas similares.

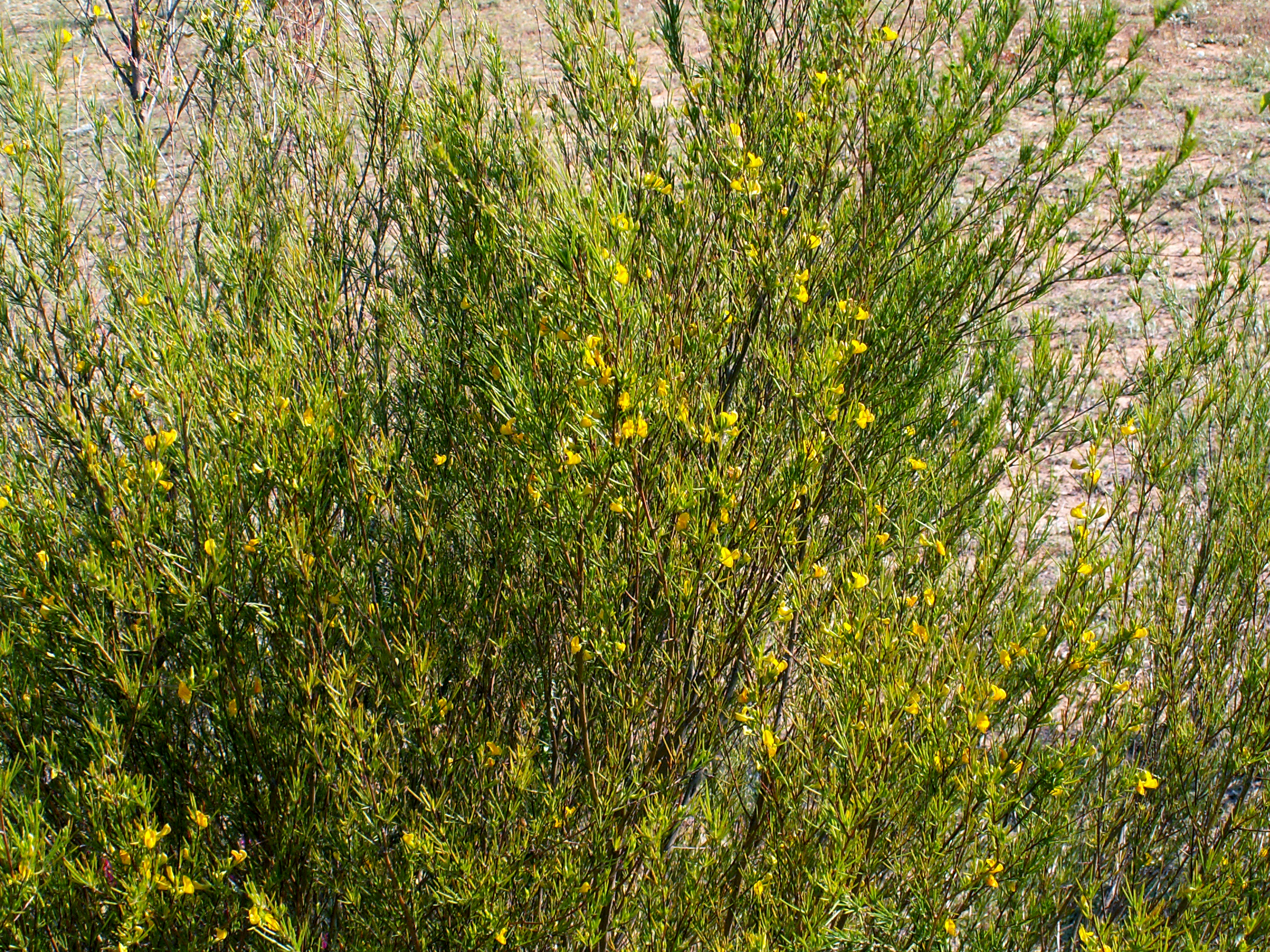
Rooibos em Clanwilliam, no Cabo Ocidental, na África do Sul